# Allobaccha annulifemur
Allobaccha annulifemur är en tvåvingeart som först beskrevs av Meijere 1929.  Allobaccha annulifemur ingår i släktet Allobaccha och familjen blomflugor. Inga underarter finns listade i Catalogue of Life.